# Medium Rare
Medium Rare — кавер-альбом группы Foo Fighters, выпущен 16 апреля 2011 года, как винил ограниченного издания для Record Store Day.

## Об альбоме
Все треки, кроме новых «Bad Reputation» и «This Will Be Our Year» и концертной версии «Young Man Blues», уже были выпущены как бисайды или на других сборниках.
CD-версию альбома также бесплатно выдавали новым подписчикам журнала Q.
Medium Rare на одну неделю появился в нидерландском чарте, заняв 51-е место.

## Список композиций
| №   | Название                                                                                | Длительность |
| --- | --------------------------------------------------------------------------------------- | ------------ |
| 1.  | «Band on the Run» (Wings)                                                               | 5:08         |
| 2.  | «I Feel Free» (Cream)                                                                   | 2:56         |
| 3.  | «Life of Illusion» (Джо Уолш)                                                           | 3:40         |
| 4.  | «Young Man Blues» (Моуз Эллисон) (Live @ Austin City Limits)                            | 5:28         |
| 5.  | «Bad Reputation» (Thin Lizzy)                                                           | 2:33         |
| 6.  | «Darling Nikki» (Prince и The Revolution)                                               | 3:24         |
| 7.  | «Down in the Park» (Гэри Ньюман и Tubeway Army)                                         | 4:07         |
| 8.  | «Baker Street» (Джерри Рафферти) (Live @ BBC Radio 1 Evening Session, 30 апреля 1997)   | 5:39         |
| 9.  | «Danny Says» (Ramones) (с Грегом Биссонеттом на барабанах)                              | 2:59         |
| 10. | «Have a Cigar» (Pink Floyd) (с Брайаном Мэем)                                           | 4:15         |
| 11. | «Never Talking to You Again» (Hüsker Dü) (Live @ Гамбург, Германия, 1 декабря 2002)     | 1:45         |
| 12. | «Gas Chamber» (Angry Samoans) (Live @ BBC Radio 1 Evening Session, 23 ноября 1995 года) | 0:57         |
| 13. | «This Will Be Our Year» (The Zombies)                                                   | 2:44         |

Примечание: «Darling Nikki» не появляется на CD-релизе.
Первоначальное издание
1. Radio 1 Established 1967
2. DOA (Сингл)
3. Times Like These (Японский EP)
4. VH1 Rock Honors 2008
5. Прежде не появлялась
6. Have It All (Сингл)
7. Songs in the Key of X: Music from and Inspired by the X-Files[англ.]
8. My Hero (Сингл)
9. One by One
10. Саундтрек к Миссия невыполнима 2
11. Low (Сингл)
12. Big Me (Сингл) и позже на Rock Against Bush, Vol. 2
13. Прежде не появлялась

Примечание: Хотя в официальном описании говорится, что только две песни прежде не были выпущены, «Young Man Blues» была прежде записана, но не появлялась ни на каких релизах.